# Cascades
Cascades är en administrativ region i sydvästra Burkina Faso, med gräns mot Elfenbenskusten i söder och Mali i väster. Befolkningen uppgår till strax över 600 000 invånare, och den administrativa huvudorten är Banfora. Téna Kourou, Burkina Fasos högsta punkt (749 m ö.h.) ligger i regionen, nära gränsen till Mali.

## Administrativ indelning
Regionen är indelad i två provinser:
- Comoé
- Léraba

Dessa provinser är i sin tur indelade i sammanlagt 17 departement (dessa fungerar samtidigt som kommuner).